# Cebanico (kommun)
Cebanico är en kommun i Spanien.   Den ligger i provinsen Provincia de León och regionen Kastilien och Leon, i den norra delen av landet, 280 km norr om huvudstaden Madrid. Antalet invånare är 186.